# 십팔진법
십팔진법(十八進法, octodecimal)은 18을 밑으로 하는 기수법이다. 통일된 표기법은 따로 없으나 0부터 9까지의 숫자와 A부터 H까지의 로마자를 이용하여 숫자를 표기하며, 이 때 로마자의 경우에는 대소문자를 구분하지 않는다.

## 기수법
| 육진법   | 0 | 1 | 2 | 3 | 4 | 5 | 10 | 11 | 12 | 13 | 14 | 15 | 20 | 21 | 22 | 23 | 24 | 25 | 30 | 31 | 32 |
| 십진법   | 0 | 1 | 2 | 3 | 4 | 5 | 6  | 7  | 8  | 9  | 10 | 11 | 12 | 13 | 14 | 15 | 16 | 17 | 18 | 19 | 20 |
| 십이진법 | 0 | 1 | 2 | 3 | 4 | 5 | 6  | 7  | 8  | 9  | A  | B  | 10 | 11 | 12 | 13 | 14 | 15 | 16 | 17 | 18 |
| 십팔진법 | 0 | 1 | 2 | 3 | 4 | 5 | 6  | 7  | 8  | 9  | A  | B  | C  | D  | E  | F  | G  | H  | 10 | 11 | 12 |
| 이십진법 | 0 | 1 | 2 | 3 | 4 | 5 | 6  | 7  | 8  | 9  | A  | B  | C  | D  | E  | F  | G  | H  | I  | J  | 10 |

"9+1 = 10” "5×2 = 10"로 계산하는 방법이 십진법인데 대해, "9+9 = 10" "9×2 = 10"로 계산하는 방법이 십팔진법이다. 수열도 십진수 18이 열 여덟 진수 10이된다. 약수에 9가 포함되어 있기 때문에 "3 개씩" ”6 개씩” ”9 개씩”등 3의 배수 카운트하거나 "1/3" "1/6" "1/9"등 3 배수로 나눌 매우 쉽다.
숫자가 증가 속도는 십팔진수 4 자리가 십진수 5 자리에 해당하고 (10000(18) = 104976(10) = 2130000(6)), 십팔진수 5 자리가 육진수 8 자리 (100000(18) = 104300000(6) = 1889568(10)) 에 해당한다.
정수의 예
- 18 = 십진법 26 (1×18 + 8)
- 20 = 육진법 100 = 십진법 36 (2×18)
- 2D = 십진법 49 (2×18 + 13)
- 3A = 육진법 144 = 십진법 64 (3×18 + 10)
- 49 = 십진법 81 (4×18 + 9)
- 5A = 십진법 100 (5×18 + 10)
- 80 = 십이진법 100 = 십진법 144 (8×18)
- 90 = 십진법 162 (9×18)
- C6 = 십진법 222 (12×18 + 2)
- D9 = 십진법 243 (13×18 + 9)
- E4 = 십육진법 100 = 십진법 256 (14×18 + 4)
- 100 = 십진법 324 (1×182)
- 249 = 구진법 1000 = 십진법 729 (2×182 + 4×181 + 9)
- 31A = 십진법 1000 (3×182 + 1×181 + 10)
- 500 = 십진법 1620 (5×182)
- 632 = 십진법 2000 (6×182 + 3×181 + 2)
- E5F = 십진법 4713 (14×182 + 5×181 + 15)
- 1000 = 십진법 5832 (1×183)
- 1249 = 구진법 10000 = 십진법 6561 (1×183 + 2×182 + 4×181 + 9)
- 1CFA = 십진법 10000 (1×183 + 12×182 + 15×181 + 10)
- 8000 = 육진법 1,000,000 = 십진법 46656 (8×183)
- ABCD = 십진법 62113 (10×183 + 11×182 + 12×181 + 13)
- 10000 = 십진법 104976 (1×184)
- 2F000 =십진법 297432 (2×184 + 15×183)

사칙 연산의 예
- 십진법 81 + 19 = 100 → 십팔진법 49 + 11 = 5A
- 십진법 2000 - 56 = 1944 → 십팔진법 632 - 32 = 600
- 십진법 4 × 9 = 36 → 십팔진법 4 × 9 = 20
- 십진법 99 × 81 = 8019 → 십팔진법 59 × 49 = 16D9
- 십진법 360 ÷ 9 = 40 → 십팔진법 120 ÷ 9 = 24
- 십진법 1620 ÷ 6 = 270 → 십팔진법 500 ÷ 6 = F0

## 가분성
육 (2×3)부터 이십 (4×5)까지 중 소인수가 "2,3,5 중 하나의 조합"의 수는 총 6가지이지만, 십팔은 소인수분해하면 2×32이며, 3의 멱 지수가 2개로된다. 십진법으로 "십팔"이지만 실질적으로는 "세육" 또는"이구" 라고 말할 수이다.
십팔(10(18), 18(10))의 약수는 2, 3, 6, 9가 된다. 따라서, 1/2, 1/3, 1/9이 나누어 떨어질 수 있다는 점에서 육진법 및 십이진법과 같은 장점을 가진다. 육진법과 십이진법에서는 구 분할은 두 자리에서 가능하지만, 십팔진법으로 한 자리에서 구 분할이 가능하다. 십팔은 단 짝수이지만 3의 멱 지수가 2 개이므로, 1/4 (2-2)의 소수는 육진법 (분자가 32)와 십진법 (분자가 52)과는 달리 분자가 34이다. 따라서, 4의 배수는 십진법의 곱셈 표와 같이 49(18) = 81(10) 종류가된다.
또한 십팔진법에서는 단일 자리 소수의 순환 절이 짧은 것도 특징이다. 순환 절이 가장 오랜 것은 1/B이고 십 자리로되어, 2, 3, 5, 7는 2 승까지 모두 4 자리 이하가된다. 이것은 73이 111이되고, 52와 D의 곱이 101이되고, H와 11가 10에서 하나 밖에 떨어져 있지 않기 때문이다. 1000 (십진법 5832)의 하나 전의 HHH는 73의 배수이며, 10000 (십진법 104976)의 하나 전의 HHHH는 52, D, H, 11의 배수이다.
따라서, 12 (이십)까지의 역수는 B를 제외하고 순환 절이 4 자리 이하로 줄어들어, 백 (십진법 100, 십팔진법 5A) 이하의 정사각 수의 역수는 나뉘어 떨어지지 않는 소수도 모든 순환 절은 4 자리 이하가된다. 또한, 5-3 (십팔진법 1/6H)는 순환 절이 이십 자리가된다.
주요 분수
| - 1/2 = 0.9 - 1/3 = 0.6 - 2/3 = 0.C - 1/4 = 0.49 - 3/4 = 0.D9 | - 1/5 = 0.3AE7… - 2/5 = 0.73AE… - 3/5 = 0.AE73… - 4/5 = 0.E73A… - 1/6 = 0.3 - 5/6 = 0.F | - 1/9 = 0.2 - 2/9 = 0.4 - 4/9 = 0.8 - 5/9 = 0.A - 7/9 = 0.E - 8/9 = 0.G |

20 (육진법100 = 십진법36) 까지의 주요 단위 분수
- 1/2 = 0.9 (육진법 0.3 , 십이진법 0.6 , 십진법 0.5 , 이십진법 0.A)
- 1/3 = 0.6 (육진법 0.2 , 십이진법 0.4 , 십진법 0.3333… , 이십진법 0.6D6D…)
- 1/4 = 0.49 (2-2 : 육진법 0.13 , 십이진법 0.3 , 십진법 0.25, 이십진법 0.5)
- 1/5 = 0.3AE7… (육진법 0.1111…, 십이진법 0.2497…, 십진법 0.2, 이십진법 0.4)
- 1/6 = 0.3 (육진법 0.1 , 십이진법 0.2 , 십진법 0.16666… , 이십진법 0.36D6D…)
- 1/7 = 0.2A5…
- 1/8 = 0.249 (육진법 0.043 , 십이진법 0.16, 십진법 0.125, 이십진법 0.2A)
- 1/9 = 0.2 (3-2 : 육진법 0.04 , 십이진법 0.14 , 십진법 0.1111… , 이십진법 0.248HFB…)
- 1/A = 0.1E73A… (육진법 0.03333…, 십이진법 0.12497…, 십진법 0.1, 이십진법 0.2)
- 1/B = 0.1B834G69ED…
- 1/C = 0.19 (육진법 0.03 , 십이진법 0.1 , 십진법 0.08333… , 이십진법 0.1D6D6…)
- 1/D = 0.16GB…
- 1/E = 0.152A…
- 1/F = 0.13AE7…
- 1/G = 0.1249 (2-4 : 육진법 0.0213 , 십이진법 0.09 , 십진법 0.0625 , 이십진법 0.15)
- 1/H = 0.1111…
- 1/10 = 0.1 (육진법 0.02 , 십이진법 0.08 , 십진법 0.05555… , 이십진법 0.1248HFB…)
- 1/11 = 0.0H0H…
- 1/12 = 0.0G3AE7… (육진법 0.01444…, 십이진법 0.07249…, 십진법 0.05, 이십진법 0.1)
- 1/16 = 0.0D9 (육진법 0.013 , 십이진법 0.06)
- 1/17 = 0.0CH5…  (5-2 : 육진법 0.01235…, 십진법 0.04, 이십진법 0.0G)
- 1/19 = 0.0C (3-3 : 육진법 0.012 , 십이진법 0.054,  십진법 0.037…)
- 1/1E = 0.0A249  (2-5 : 육진법 0.01043, 십이진법 0.046)
- 1/20 = 0.09 (6-2 : 육진법 0.01 ; 십이진법 0.04 ; 십진법 0.02777…)

20에서 100까지
- 1/2C = 0.06D9 (육진법 0.0043 , 십이진법 0.03)
- 1/2D = 0.06B… (7-2 : 육진법 1/121, 십진법 1/49)
- 1/30 = 0.06  (육진법 0.004, 십이진법 0.028, 십진법 1/54)
- 1/3A = 0.051249 (2-6 : 육진법 0.003213, 십이진법 0.023,  십진법 1/64)
- 1/40 = 0.049 (육진법 0.003, 십이진법 0.02; 십진법 1/72)
- 1/49 = 0.04 (3-4 : 육진법 0.0024 ; 십이진법 0.0194 ; 십진법 0.012345679…, 1/81)
- 1/56 = 0.036D9 (육진법 0.00213, 십이진법 0.016; 십진법 1/96)
- 1/5A = 0.0345DC… (A-2 : 육진법 0.0020543… ; 십진법 0.01, 1/100 ; 이십진법 0.04)
- 1/60 = 0.03  (육진법 0.002, 십이진법 0.014; 십진법 1/108)
- 1/6H = 0.02ABE9E4AGHF76383D71… (5-3 : 십진법 0.008, 1/125 ; 이십진법 0.034)
- 1/72 = 0.029A249 (2-7 : 육진법 0.0014043, 십이진법 0.0116, 십진법 1/128)
- 1/80 = 0.0249  (육진법 0.0013, 십이진법 0.01, 십진법 1/144)
- 1/90 = 0.02  (육진법 0.0012, 십이진법 0.00A8, 십진법 1/162)
- 1/AC = 0.01C6D9 (육진법 0.001043, 십이진법 0.009, 십진법 1/192)
- 1/C0 = 0.019  (6-3 : 육진법 0.001, 십이진법 0.008, 십진법 1/216)
- 1/D9 = 0.016 (3-5 : 육진법 0.00052, 십이진법 0.00714, 십진법 1/243)
- 1/E4 = 0.014E1249 (2-8 : 육진법 0.00050213, 십이진법 0.0069, 십진법 1/256)
- 1/G0 = 0.01249 (육진법 0.00043, 십이진법 0.006, 십진법 1/288)
- 1/100 = 0.01  (육진법 0.0004, 십이진법 0.0054, 십진법 1/324)

100 이상
- 1/160 = 0.00D9  (육진법 0.0004, 십이진법 0.0054, 십진법 1/432)
- 1/190 = 0.00C (육진법 0.00024, 십이진법 0.00368, 십진법 1/486)
- 1/249 = 0.008 (3-6 : 육진법 0.000144, 십이진법 0.002454, 십진법 1/729)
- 1/490 = 0.004 (육진법 0.000052, 십이진법 0.001228, 십진법 1/1458)
- 1/560 = 0.0036D9 (육진법 0.000043, 십이진법 0.001; 십진법 1/1728)
- 1/6D9 = 0.002C (3-7 : 육진법 0.0000332, 십이진법 0.0009594, 십진법 1/2187)
- 1/1000 = 0.001 (육진법 0.000012, 십이진법 0.000368, 십진법 1/5832)
- 1/1249 = 0.000G (3-8 : 육진법 0.00001104, 십이진법 0.00031B14, 십진법 1/6561)

## 같이 보기
- 삼진법
- 육진법
- 구진법
- 십이진법
- 십오진법